# Procés de Burgos
L'anomenat procés de Burgos fou el consell de Guerra que va jutjar, entre el 3 i el 9 de desembre del 1970, setze persones, acusades, entre altres delictes, de pertànyer a l'organització armada Euskadi Ta Askatasuna (ETA), i que marcaria un abans i un després en la història del franquisme.

## Precedents
Els fets jutjats es remuntaven a l'any 1968. El 2 d'agost d'aquell any era assassinat a trets el policia Melitón Manzanas, cap de la policia política de Sant Sebastià i segona víctima mortal de la història d'ETA.
Es va decidir jutjar a través d'un tribunal militar 16 militants de l'organització politicomilitar ETA. Se'ls acusava dels delictes d'assassinat de dues persones més: el guàrdia civil José Pardines, mort a trets el 1968 en un control de carretera, i el taxista Fermin Monasterio, i també d'altres delictes que els havien reportat un botí de més de 30 milions de pessetes.

## Transcendència del judici
Els fets jutjats representaven un atac al règim totalitari del general Franco, i tot i que no van mancar veus que demanaven un judici civil per a jutjar delictes civils, finalment, fou la justícia militar l'encarregada del procés. Tanmateix, cridava l'atenció l'elevat nombre d'encausats, així com les penes sol·licitades: sis penes de mort i 752 anys de presó.
L'organització ETA va saber aprofitar políticament el judici, i amb el segrest el dia 1 de desembre de 1970, del cònsol honorari de l'Alemanya Federal a Sant Sebastià, Eugen Beihl, va atraure encara més l'atenció internacional. El fet que la premsa estrangera democràtica no fos partidària del règim franquista, va motivar la manca de rebuig per l'assassinat del comissari Melitón Manzanas, conegut pels seus severs interrogatoris en els quals no es respectaven els drets dels detinguts i es practicava la tortura.
Una altra de les raons de la notorietat del judici fou la intervenció d'altes jerarquies eclesiàstiques en el procés. Per una banda la presència de dos sacerdots entre els encausats va fer que l'Església es presentés com a part interessada. Per l'altra, l'Església basca tenia entre els seus membres organitzacions oposades al règim. L'Església basca va cedir locals per a reunions i tancaments en pro de l'amnistia, però sobretot va destacar el fet de la redacció de cartes pastorals al·lusives per a la seva lectura com a homilies. La que va tenir més repercussió fou la que es va conèixer el 22 de novembre, signada conjuntament pel Bisbe de San Sebastià, Jacinto Argaya, i l'Administrador Apostòlic de Bilbao, José María Cirarda.
Als Països Catalans, el dia 12 de desembre, 300 artistes i intel·lectuals catalans es van tancar a l'abadia de Montserrat i llançaren un manifest en què demanaven l'amnistia política, llibertats democràtiques i el dret a l'autodeterminació. L'ocupació finalitzà el dia 14, ja que es temé que l'abat i els monjos patissin represàlies. També es produïren, com arreu de l'Estat, altres manifestacions relacionades amb conflictes sociolaborals que finalment acabaven demanant l'amnistia dels processats, així com protestes a les universitats.
Aquesta solidaritat s'estendrà a tot Europa, amb grans manifestacions: Estrasburg, Grenoble, Niça, Valladolid, Granada, Múnic… A Milà la policia matarà a Severio Saltarelli, un militant comunista de 23 anys durant les protestes. A Lió i París hi haurà accions contra el Banc Espanyol i l'Opus Dei en senyal de protesta. A Amèrica Llatina les protestes i els afectes de solidaritat també són nombroses. Figures de renom internacional com Jean-Paul Sartre i Ernst Mandel van pronunciar-se a favor dels encausats.
El dia de Nadal ETA alliberava el cònsol honorari segrestat, i la sentència va arribar el 28 de desembre de 1970, amb la confirmació de les 6 penes de mort inicials i tres més, ja que tres acusats foren trobats culpables de dos delictes capitals cadascun i foren també condemnats. En total nou sentències de mort, cinc-cents dinou anys de presó i multes per valor de 6.000.000 de les antigues pessetes. Finalment les penes imposades en la duríssima sentència, que superava les peticions del fiscal, van acabar de polaritzar l'atenció sobre el Consell de Burgos, creant una opinió contrària a les penes de mort i favorable a l'indult dels encausats.
El dia 29 es va reunir el Consell del Regne, i el dia 30 ho va fer el Consell de ministres a El Pardo, i es va decidir per unanimitat concedir l'indult de totes les penes de mort. L'esborrany de l'acta del Consell de ministres que proposa l'indult és de gran interès, per tal com hi queden recollides les opinions d'alguns membres del govern. Com a anècdota són destacables les paraules de Torcuato Fernández Miranda, que cita Ciceró i Sant Tomàs per defensar la postura favorable a l'indult.

## Conseqüències
Un conjunt de fets va fer que el procés, inicialment concebut per a assestar un dur cop a ETA, finalment esdevingués una estocada al règim franquista. El primer error va ser el moviment polític interessat dels oficials encarregats d'utilitzar el judici com a oportunitat de promoció personal. Així van convertir el procés en un judici col·lectiu, unint en una sola causa els setze casos individuals. No van preveure que fent això centraven l'opinió internacional sobre les aspiracions basques, compartides per tots els acusats, en lloc de concentrar-les en les presumptes activitats terroristes d'alguns d'ells. Amb aquest judici, amb què es pretenia donar un cop mortal a ETA, va passar justament el contrari, amb l'afegit d'una extraordinària i enfortidora publicitat internacional per a la banda. Pitjor encara, en una organització llavors dividida arran de la VI Assemblea, el règim franquista va aconseguir que en aquells dies, abans de la deriva cap a l'abisme de 1977, ETA aconseguís una àmplia admiració, seduint com a complement de la lluita de masses dels obrers i fent que l'onada de manifestacions salvés la vida dels sis condemnats a mort.
Un altre fet no menys important, va ser l'efectista moviment tàctic d'ETA amb el segrest del cònsol alemany. Les autoritats alemanyes, país d'importants proveïdors, clients i inversors a Espanya, van començar a exercir pressions per tal que les sentències de mort no es duguessin a terme. Quedava palès que, en cas contrari, hi hauria sancions econòmiques. Finalment la implicació per part de l'Església a favor de l'amnistia va acabar de tancar el cercle.
El procés va posar en evidència l'existència de diversos motius de preocupació per a aquell règim que envellia: el naixement d'una organització disposada a matar per tal de portar endavant els seus objectius; la presència d'una oposició molt organitzada, sobre tot el Partit Comunista i els sindicats, que convocaven aturades i protestes de contingut més polític que no pas laboral, i que una gran part dels treballadors secundava; la mobilització de les Universitats; l'oposició de l'Església basca, catalana i part de l'espanyola; i com no, l'opinió internacional un cop més en contra.
Però no van ser ferides de mort per al règim franquista. Encara van caler set anys per a tenir les primeres eleccions democràtiques, vuit per tenir una constitució que abolís formalment l'anterior règim i nou per als primers Estatuts d'Autonomia: els de les comunitats històriques.

## Encausats, penes i militància actual
- Teo Uriarte, condemnat a dues penes de mort i 30 anys de presó. Posteriorment fundador i militant d'Euskadiko Ezkerra i actualment al PSE-EE.
- Jokin Gorostidi, condemnat a mort i 30 anys de presó. Posteriorment milità a Herri Batasuna.
- Xabier Izko de la Iglesia, condemnat a mort i 27 anys de presó. Posteriorment fou militant d'Euskadiko Ezkerra.
- Unai Dorronsoro, condemnat a mort. Posteriorment milità a l'EMK.
- Mario Onaindia, condemnat a mort i 51 anys de presó. Fundador i militant d'Euskadiko Ezkerra i posteriorment al PSE-EE.
- Xabier Larena, condemnat a mort i a 30 anys de presó. Posteriorment fou militant d'Euskadiko Ezkerra.
- Bittor Arana, condemnat a 70 anys de presó. Posteriorment milità a CCOO.
- Josu Abrizketa, condemnat a 62 anys. Posteriorment milità a ETA pm, i fou deportat a Cuba.
- Antxon Karrera, condemnat a 12 anys. Posteriorment milità a CCOO, a LKI i a Ezker Batua.
- Ione Dorronsoro, condemnada a 50 anys. Posteriorment milità a l'EMK.
- Enrique Gesalaga, condemnat a 50 anys. Posteriorment fou sindicalista de base.
- Jon Etxabe, condemnat a 50 anys. Més tard milità a LKI i a STEE-EILAS.
- Gregorio López Irasuegi, condemnat a 30 anys. Va morir el 1988.
- Itziar Aizpurua, condemnada a 15 anys de presó. Militant d'Herri Batasuna.
- Julen Kalzada, condemnat a 12 anys. Actualment és professor d'euskera.